# 坂井徳三
坂井徳三（さかい とくぞう、1901年10月26日 - 1973年1月28日）は、日本の詩人である。詩人会議の創立メンバーとして、社会問題にかかわる詩を多く作った。
広島県尾道に生まれる。早稲田大学を卒業後プロレタリア文学運動に参加、はじめは世田三郎というペンネームを使って詩作をしていた。日本プロレタリア文化連盟（コップ）解散後は、壺井繁治、小熊秀雄らとともに、諷刺詩集団〈サンチョ・クラブ〉に属した。1936年、世田三郎名で詩集『百万人の哄笑』を時局新聞社より刊行するも、すぐに発禁となる。
その後中国に渡り、北京で終戦を迎える。戦後帰国してからは、新日本文学会に参加、その後は詩人会議の創立に加わり、民主主義詩運動のメンバーとして活動した。松川事件の被告たちの支援につとめ、獄中での〈松川詩人集団〉の結成をはげました。